# Arik-den-ili
Arik-den-ili o Arikdenilu (1319 a. C.-1308 a. C.) rey de Asiria. Figura en todas las inscripciones con el título de «Rey» o de «Rey Poderoso». Al igual que su padre, Enlil-nirari, tuvo que guerrear con Babilonia, en este caso con el rey Nazi-Maruttash, para fijar las fronteras del imperio, resolviéndose por fin esta larga disputa, con resultado favorable a Asiria, durante el reinado de su hijo Adad-nirari I. Parece haber sido el primer rey de la dinastía en haber institucionalizado la conducción de campañas militares anuales.
Una crónica de su reinado describe varias expediciones contra los territorios limítrofes, atacando con carros a las tribus bárbaras situadas al norte y al este del territorio asirio, entre ellos el País de Nitgimkhi, y los turukku, especificando que logró robar las cosechas y el ganado de sus enemigos.